# روی زمین مرگبار
روی زمین مرگبار (به انگلیسی: On Deadly Ground) یک فیلم اکشن، ماجراجویی زیست‌محیطی آمریکایی محصول سال ۱۹۹۴ به کارگردانی، تهیه‌کنندگی و بازی استیون سیگال است. سیگال نقش فارست تافت، یک آتش‌نشان خبره را بازی می‌کند که تصمیم می‌گیرد با تخریب محیط‌زیست ناشی از کارفرمای بی‌رحم سابقش (کین) مقابله کند. این فیلم در ۱۸ فوریه ۱۹۹۴ توسط برادران وارنر در ایالات متحده اکران شد و نقدهای منفی منتقدان را به خود جلب کرد و با بودجه تولید ۵۰ میلیون دلاری ۷۸٫۱ میلیون دلار در سرتاسر جهان فروخت.

## خلاصه داستان
فارست تفت برای یک شرکتی نفتی در آلاسکا کار می‌کند. پس از اتفاقاتی، او علیه رئیس فاسد شرکت دست به اقدام می‌زند و…

## بازخوردها
- این فیلم نقدهای منفی منتقدان را دریافت کرد. در وب‌سایت جمع‌آوری نقد راتن تومیتوز از رای ۳۵ نقد منتقد، با میانگین امتیاز ۳٫۵ از ۱۰ مثبت است.
- در متاکریتیک که از میانگین وزنی استفاده می‌کند، بر اساس رای ۱۸ منتقد، امتیاز ۳۳ از ۱۰۰ را به فیلم اختصاص داده است که نشان دهنده نقدهای «به طور کلی نامطلوب» است.
- تماشاگران شرکت‌کننده در نظرسنجی سینماسکور به فیلم نمره «B+» در مقیاس A+ تا F دادند.[۴]
- این فیلم در ایالات متحده و کانادا ۳۸٫۶ میلیون دلار و در سراسر جهان ۷۸٫۱ میلیون دلار در مقابل بودجه ۵۰ میلیون دلاری گزارش شده خود فروخت.